# San Francisco Manzanilla
Santa Francisco Manzanilla es una localidad del municipio de Dzidzantún, Estado de Yucatán, México.

## Toponimia
El nombre (San Francisco Manzanilla) hace referencia a Francisco de Asís y Manzanilla es un apellido español.

## Hechos históricos
- En 1910 cambia de nombre de San Francisco de Asís a San Francisco.
- En 1980 cambia de nombre a San Franciso Manzanilla.

## Demografía
Según el censo de 1980 realizado por el INEGI, la población de la localidad era de 444 habitantes, de los cuales 245 eran hombres y 199 eran mujeres. Actualmente se encuentra conurbada con Dzidzantún.
| 414                         | 833 | 638 | 488 | 539 | 636 | 621 | 482 | 444 |
| (Fuente: INEGI [Consultar]) |     |     |     |     |     |     |     |     |

## Galería

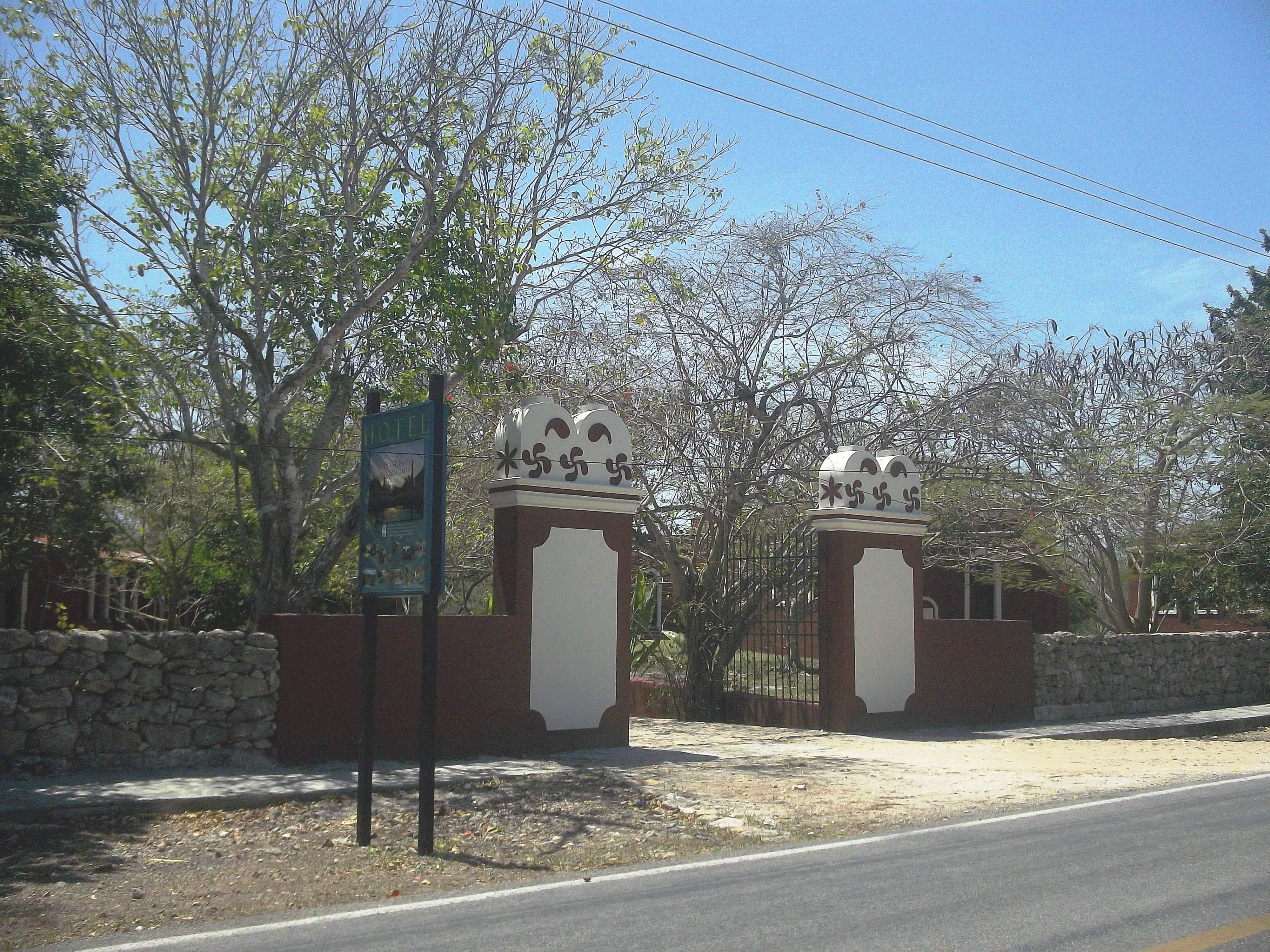
Entrada de San Francisco Manzanilla.
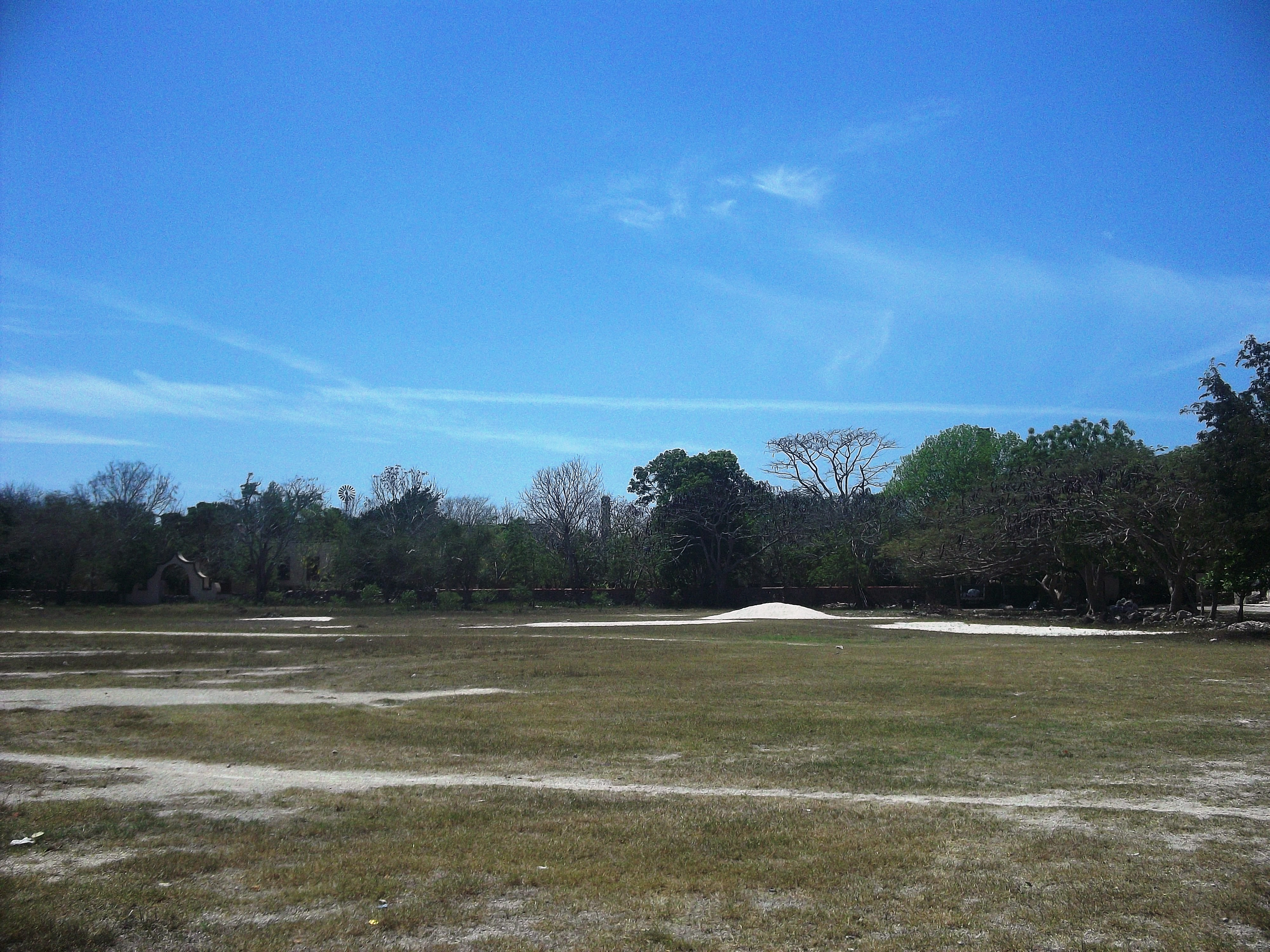
Vista de San Francisco Manzanilla.
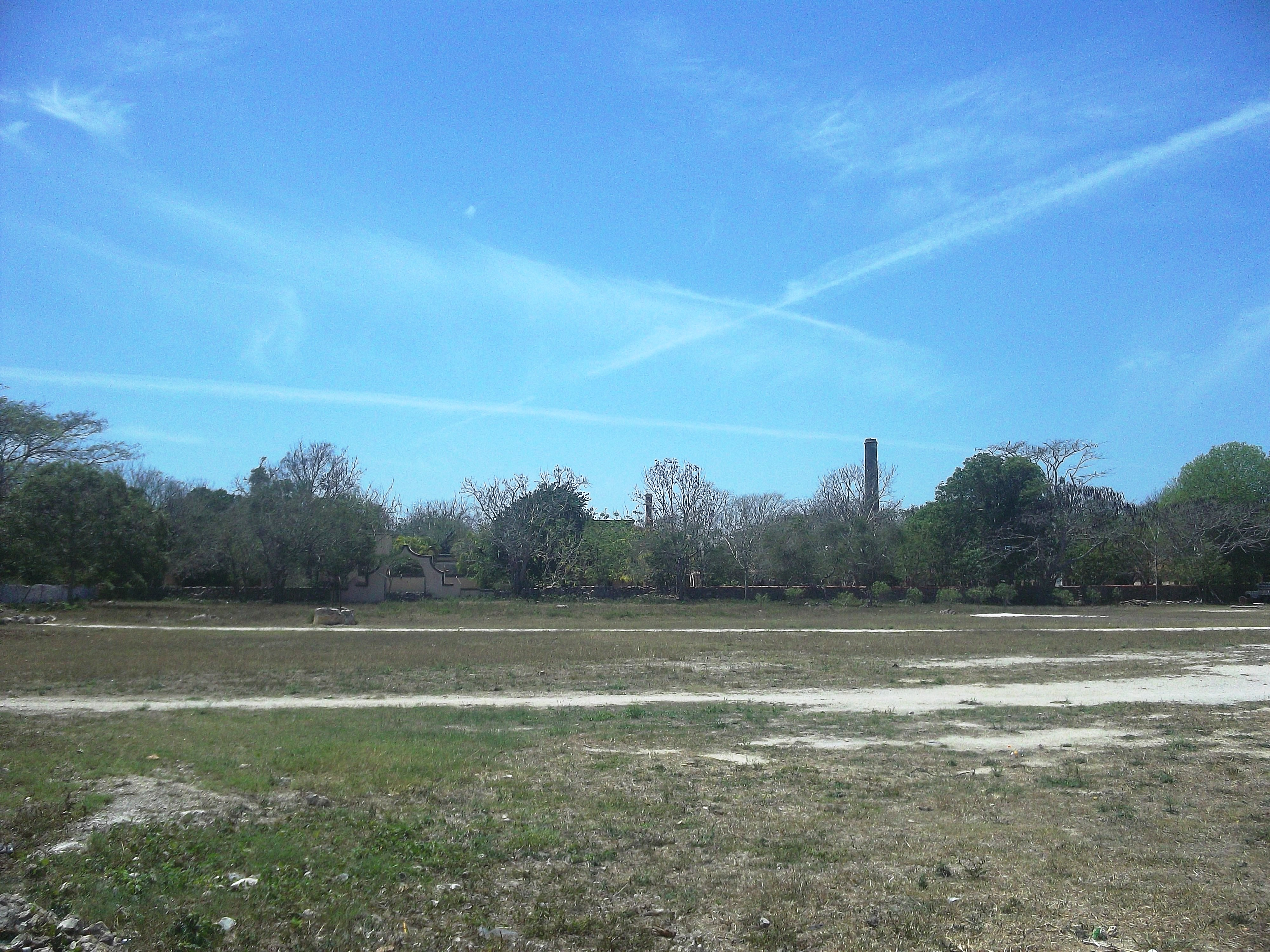
Vista de San Francisco Manzanilla.
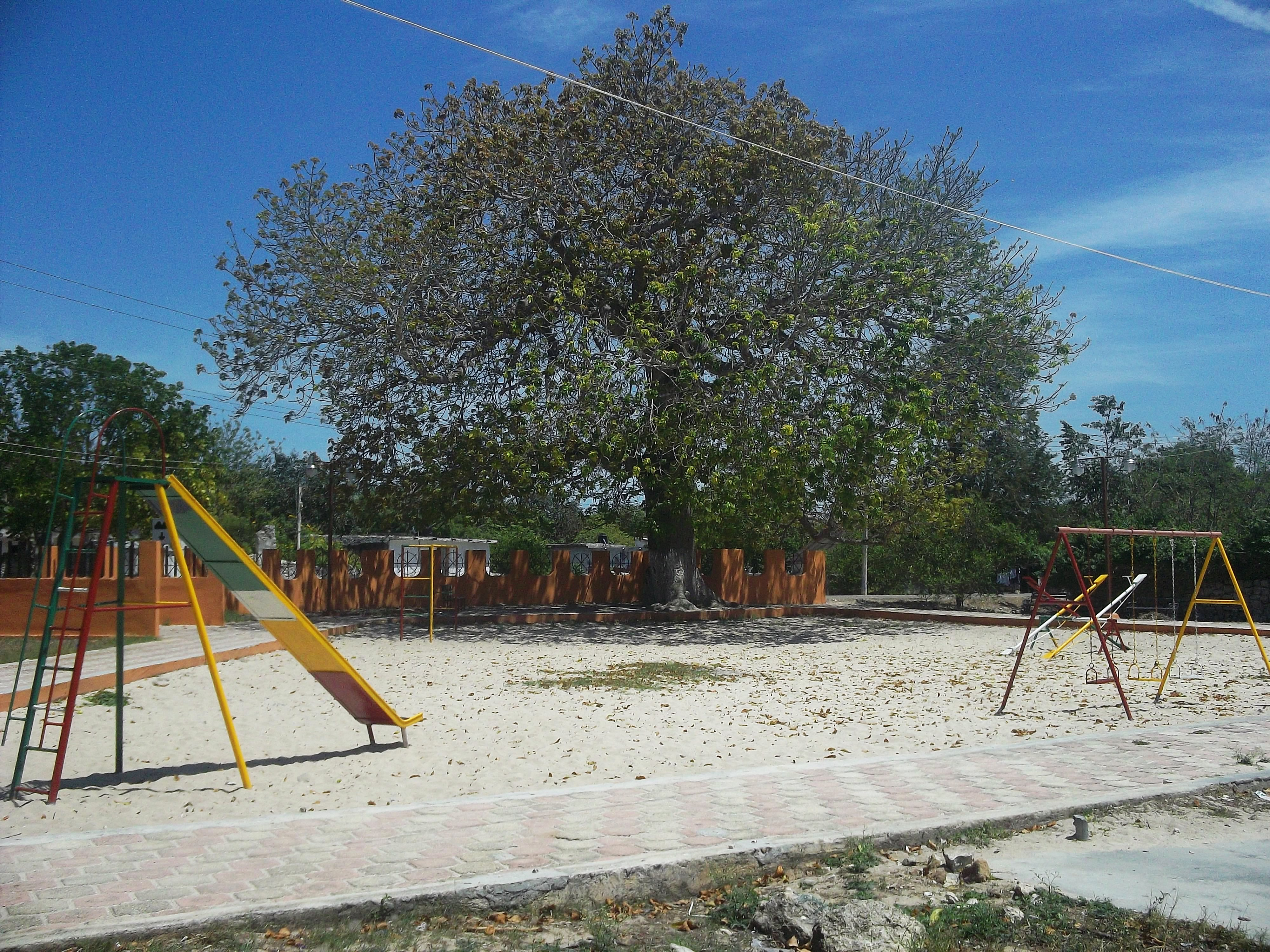
Parque principal de San Francisco Manzanilla.
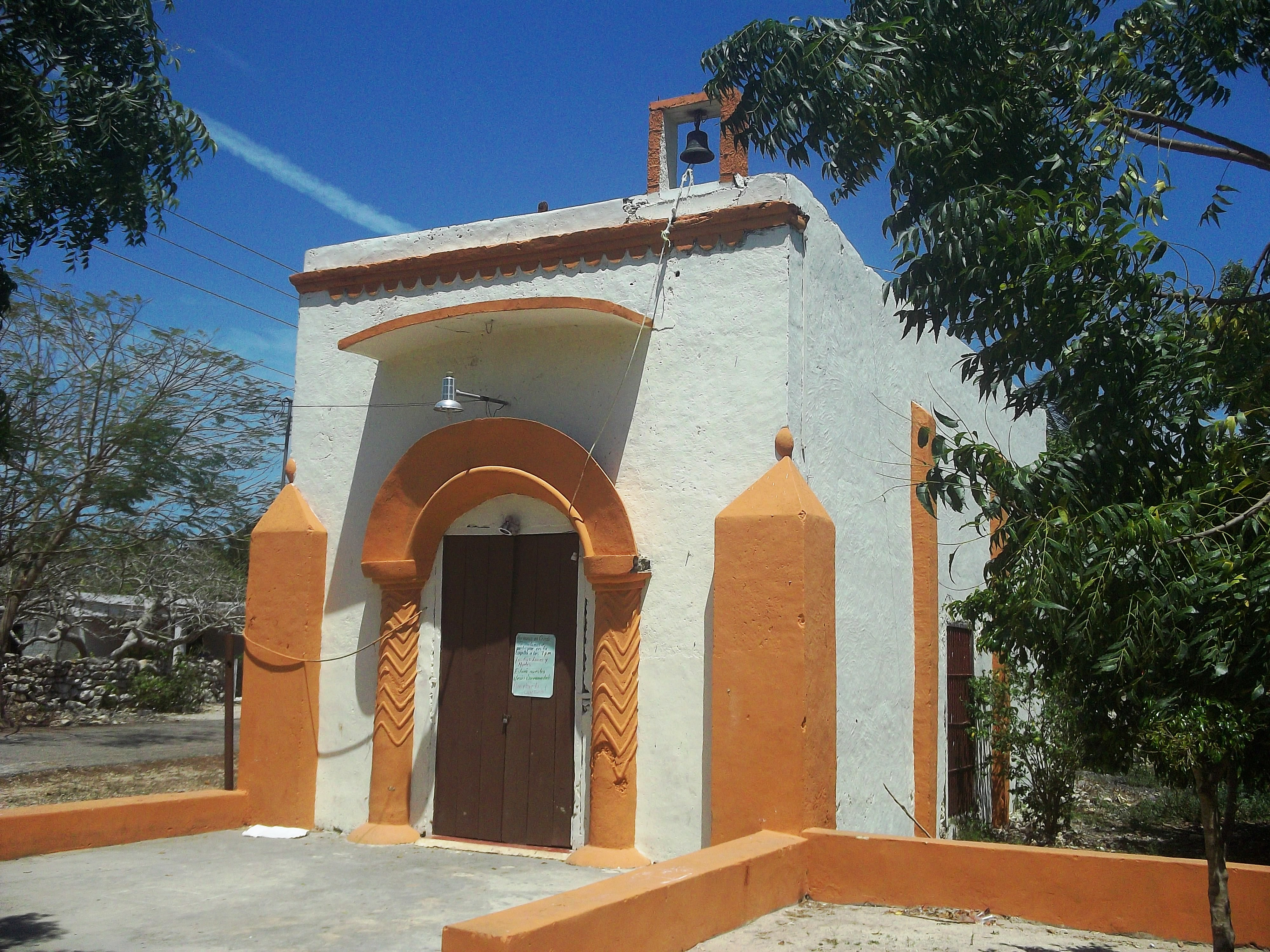
Capilla San Francisco de Asís.